# Alexia Zevnik
Alexia Zevnik, née le 4 mars 1994 à Montréal, est une nageuse canadienne.

## Carrière
Elle dispute les Championnats du monde de natation en petit bassin 2016 à Windsor, remportant deux médailles d'or en relais 4 × 50 m nage libre et en relais 4 × 200 m nage libre ainsi qu'une médaille de bronze en relais 4 × 50 m nage libre mixte (elle nage les séries de ces relais seulement). Elle est médaillée d'or en relais 4 × 100 m nage libre et médaillée d'argent sur 100 mètres dos à l'Universiade d'été de 2017 de Taipei.
Elle est médaillée d'argent du relais 4 × 100 m nage libre aux Jeux du Commonwealth de 2018 à Gold Coast.
Elle obtient aux Championnats pan-pacifiques 2018 à Tokyo la médailles de bronze en relais 4 × 100 m nage libre.